# Hednotodes
Hednotodes là một chi bướm đêm thuộc họ Pyralidae.

## Species
- Hednotodes callichroa  Lower, 1893
- Hednotodes metaxantha  (Hampson, 1918)